# Nekrolog 1. Quartal 1940
Nekrolog
◄◄
| ◄
| 1936
| 1937
| 1938
| 1939
| 1940 | 1941 | 1942 | 1943 | 1944 | ► | ►►
1. Quartal |
2. Quartal |
3. Quartal |
4. Quartal 1940
Weitere Ereignisse | Allgemeiner Nekrolog 1940
Die Beschreibung der verstorbenen Person sollte so kurz wie möglich gehalten sein und nur deren signifikante Tätigkeit(en) enthalten.
Neue Namen ggf. auch unter dem Geburts- und Sterbedatum, also etwa unter 1. Januar und im Geburts- und Sterbejahr (2024) eintragen (nur bei entsprechender großer Wichtigkeit). Für Beispiele siehe die schon vorhandenen Artikel.
Außerdem über die fünf zuletzt Verstorbenen, zu denen es einen ausreichend guten Artikel für eine Präsentation auf der Hauptseite gibt, nach der todesbedingten Überarbeitung der Artikel ggf. auch unter Wikipedia Diskussion:Hauptseite informieren und sie am besten auch in den anderen Wikipedia-Sprachversionen eintragen. Tipp: Regelmäßig bei news.google.de nach „ist tot“, „gestorben“ oder „verstorben“ suchen.
Wenn eine Person gestorben ist, gibt es viele Seiten zu dieser Person in der Wikipedia, die davon auch betroffen sind und entsprechend aktualisiert werden müssen. Beispiele: Namenübersichtsseite, Geburtsjahr, Geburtsort-Seiten und viele mehr.
Wie finde ich die betroffenen Seiten?
Im Suchfeld auf der linken Seite gibt man den Suchbegriff so ein: „Vorname Nachname“. Dann klickt man auf Volltext und alle Seiten mit entsprechendem Suchtext werden aufgerufen. Hier sieht man dann schnell, wo auch das Todesjahr Sinn macht oder sogar ein Teil des Artikels angepasst werden muss. Auch hilft das „Werkzeug“ auf der linken Seite sehr gut, um solche Seiten aufzufinden: „Links auf diese Seite“. Somit ist die Wikipedia wieder aktuell in allen Bereichen! Hinweis: bei Eintragung der Kategorie „Gestorben JAHR“ wird der Missbrauchsfilter 49 ausgelöst, was jedoch nicht schlimm ist. Siehe: Spezial:Missbrauchsfilter/49
Dies ist eine Liste von im ersten Quartal 1940 verstorbenen bekannten Persönlichkeiten. Die Einträge erfolgen innerhalb der einzelnen Daten alphabetisch sortiert. Tiere sind im Nekrolog für Tiere zu finden.

## Januar
| Tag        | Name                              | Beruf, bekannt als                                                                                     | Alter | Beleg |
| ---------- | --------------------------------- | --- | ----- | ----- |
| 1. Januar  | William A. Ashbrook               | US-amerikanischer Politiker                                                                            | 72    |       |
| 1. Januar  | Friedrich Bolte                   | deutscher Navigationslehrer                                                                            | 79    |       |
| 1. Januar  | Hugo Herrmann                     | zionistischer Autor und Verleger                                                                       | 52    |       |
| 1. Januar  | Otto von Ritter zu Groenesteyn    | bayerischer Diplomat                                                                                   | 75    |       |
| 1. Januar  | Yamauchi Fusajirō                 | japanischer Unternehmer                                                                                | 80    |       |
| 2. Januar  | István Énekes                     | ungarischer Boxer                                                                                      | 28    |       |
| 2. Januar  | Otto von Halem                    | deutscher Verleger und Buchhändler                                                                     | 72    |       |
| 2. Januar  | George H. Heinke                  | US-amerikanischer Politiker                                                                            | 57    |       |
| 2. Januar  | Albert Richter                    | deutscher Radrennfahrer                                                                                | 27    |       |
| 2. Januar  | Birger Wasenius                   | finnischer Eisschnellläufer                                                                            | 28    |       |
| 3. Januar  | Augusto Béguinot                  | italienischer Botaniker                                                                                | 64    |       |
| 3. Januar  | James S. Davenport                | US-amerikanischer Politiker                                                                            | 75    |       |
| 3. Januar  | Albert von Margutti               | österreichisch-ungarischer General und Schriftsteller                                                  | 70    |       |
| 3. Januar  | Marica Nadlišek Bartol            | slowenische Schriftstellerin, Übersetzerin und Chefredakteurin                                         | 72    |       |
| 3. Januar  | Wallace E. Pierce                 | US-amerikanischer Politiker                                                                            | 58    |       |
| 3. Januar  | Guido Richter                     | deutscher Maler                                                                                        | 80    |       |
| 4. Januar  | Manuel González García            | spanischer Geistlicher, Bischof von Palencia und Seliger                                               | 62    |       |
| 4. Januar  | Birger Johansson                  | finnischer Kanute                                                                                      | 29    |       |
| 4. Januar  | Jean Pouzet                       | französischer Automobilrennfahrer                                                                      | 47    |       |
| 4. Januar  | Konrad Weiß                       | deutscher Dichter                                                                                      | 59    |       |
| 4. Januar  | Ludwig Wellhausen                 | deutscher Politiker (SPD)                                                                              | 55    |       |
| 5. Januar  | Frederick Anderson                | schottischer Fußballspieler                                                                            | 84    |       |
| 5. Januar  | Alfred Bielschowsky               | deutscher Schielforscher (Augenheilkunde)                                                              | 68    |       |
| 5. Januar  | Louis Delune                      | belgischer Komponist und Pianist                                                                       | 63    |       |
| 5. Januar  | Heinrich Erythropel               | deutscher Jurist, Verwaltungsbeamter und Politiker (DVP)                                               | 74    |       |
| 5. Januar  | Max Mezger                        | deutscher Schriftsteller                                                                               | 63    |       |
| 5. Januar  | Curt Mücke                        | deutscher Maler und Grafiker                                                                           | 54    |       |
| 5. Januar  | Charles Nagel                     | US-amerikanischer Politiker und Jurist                                                                 | 90    |       |
| 5. Januar  | Arthur Whetsol                    | amerikanischer Jazz-Trompeter                                                                          |       |       |
| 6. Januar  | Edward W. Curley                  | US-amerikanischer Politiker                                                                            | 66    |       |
| 6. Januar  | Stefan Cybichowski                | polnischer Architekt                                                                                   | 58    |       |
| 6. Januar  | Sergei Wladimirowitsch Dikowski   | russisch-sowjetischer Schriftsteller                                                                   | 32    |       |
| 6. Januar  | Joseph Hengesbach                 | deutscher katholischer Publizist                                                                       | 79    |       |
| 6. Januar  | Johann Nobis                      | österreichischer Kriegsdienstverweigerer und NS-Opfer                                                  | 40    |       |
| 6. Januar  | Peter Weller                      | deutscher Fotograf                                                                                     | 71    |       |
| 7. Januar  | Max Ludwig                        | deutscher Schriftsteller, Maler, Grafiker                                                              | 66    |       |
| 8. Januar  | Franz Bode                        | deutscher Kommunist, Arbeiter und NS-Opfer                                                             | 36    |       |
| 8. Januar  | Georg von Brauchitsch             | deutscher Klassischer Archäologe                                                                       | 54    |       |
| 8. Januar  | Otto von Greyerz                  | Schweizer Germanist, Pädagoge und Mundart-Schriftsteller                                               | 76    |       |
| 8. Januar  | Friedrich Kühnen                  | deutscher Geodät                                                                                       | 81    |       |
| 8. Januar  | Adolph Langer                     | deutscher Geistlicher und Politiker (Zentrum), MdR                                                     | 77    |       |
| 8. Januar  | Kurt Löwengard                    | deutscher Maler und Grafiker                                                                           | 44    |       |
| 8. Januar  | Erwin Wilkins                     | deutscher Verwaltungsbeamter und Rittergutsbesitzer                                                    | 71    |       |
| 9. Januar  | J. C. W. Beckham                  | US-amerikanischer Politiker                                                                            | 70    |       |
| 9. Januar  | Richard Henrion                   | deutscher Komponist und Militärkapellmeister                                                           | 85    |       |
| 9. Januar  | Josef Jiránek                     | tschechischer Pianist, Komponist und Musikpädagoge                                                     | 84    |       |
| 9. Januar  | Louis Thuasne                     | französischer Romanist, Mediävist und Renaissanceforscher                                              | 85    |       |
| 9. Januar  | Otto Ziller                       | deutscher Politiker                                                                                    | 64    |       |
| 10. Januar | Alojzy Adamczyk                   | polnischer Widerstandskämpfer                                                                          | 44    |       |
| 10. Januar | Claus von Bohlen und Halbach      | deutscher Industrieller, Mitglied der Industriellenfamilie Krupp von Bohlen und Halbach                | 29    |       |
| 10. Januar | Paul de Castro                    | französischer Maler des Postimpressionismus                                                            |       |       |
| 10. Januar | Karl von Freyberg                 | deutscher Politiker (Zentrum), MdR                                                                     | 73    |       |
| 10. Januar | Willy Ganske                      | deutscher Schriftsteller, Feuilletonist                                                                | 69    |       |
| 10. Januar | Roy Gardner                       | US-amerikanischer Eisenbahn- und Juwelenräuber und Ausbruchskünstler                                   | 56    |       |
| 10. Januar | Finley Hamilton                   | US-amerikanischer Politiker                                                                            | 53    |       |
| 10. Januar | Maximilian Preibisch              | österreichischer Bildhauer                                                                             | 62    |       |
| 10. Januar | Feliks Rogoziński                 | polnischer Physiologe                                                                                  | 60    |       |
| 11. Januar | Wilhelm Brecour                   | deutscher Gewerkschafter und Politiker (SPD)                                                           | 73    |       |
| 11. Januar | Georg Broel                       | deutscher Maler und Radierer                                                                           | 55    |       |
| 11. Januar | Rudolf Redlinghofer               | österreichisches NS-Opfer                                                                              | 39    |       |
| 11. Januar | Franciszek Rogaczewski            | römisch-katholischer Geistlicher und NS-Opfer, Seliger                                                 | 47    |       |
| 11. Januar | Michał Marian Siedlecki           | polnischer Meeresbiologe                                                                               | 66    |       |
| 11. Januar | Władysław Szymanski               | römisch-katholischer Geistlicher und NS-Opfer                                                          | 38    |       |
| 11. Januar | Bernhard von Wiecki               | römisch-katholischer Geistlicher und NS-Opfer                                                          | 55    |       |
| 12. Januar | Einar Benediktsson                | isländischer Lyriker                                                                                   | 75    |       |
| 12. Januar | Jimmy Britt                       | US-amerikanischer Boxer im Leichtgewicht                                                               | 60    |       |
| 12. Januar | Hayno Focken                      | deutscher Buchhändler und Dichter                                                                      | 72    |       |
| 12. Januar | Josef Fürst                       | Buchdrucker, Zeitungsverleger und Gastwirt                                                             | 76    |       |
| 12. Januar | Maude Turner Gordon               | US-amerikanische Schauspielerin                                                                        | 71    |       |
| 12. Januar | Robert Frangeš Mihanović          | kroatischer Bildhauer                                                                                  | 67    |       |
| 12. Januar | Rudolf Gelpke                     | Schweizer Ingenieur, Schifffahrtspionier und Politiker                                                 | 66    |       |
| 12. Januar | Erich Rudolf Jaensch              | deutscher Psychologe                                                                                   | 56    |       |
| 12. Januar | Werner Spalteholz                 | deutscher Anatom                                                                                       | 78    |       |
| 12. Januar | Nikolai Wassiljewitsch Strunnikow | russischer Eisschnellläufer                                                                            | 53    |       |
| 12. Januar | Hermann Thümmler                  | deutscher Verlagsbuchhändler                                                                           |       |       |
| 13. Januar | Philippe-Henri Berger             | Schweizer Politiker (SP)                                                                               | 56    |       |
| 13. Januar | Georg Kautz                       | deutscher Verwaltungsjurist und Ministerialbeamter                                                     | 79    |       |
| 13. Januar | Salvador Llamozas                 | venezolanischer Pianist, Komponist und Musikjournalist                                                 | 85    |       |
| 13. Januar | Gustav Mucke                      | deutscher Architekt                                                                                    | 78    |       |
| 13. Januar | William Wood                      | kanadischer Marathonläufer                                                                             | 58    |       |
| 14. Januar | Hermann Bethke                    | deutscher Politiker (NSDAP), MdR                                                                       | 39    |       |
| 14. Januar | Jakob Crepaz-Maidl                | Südtiroler Bildhauer                                                                                   | 65    |       |
| 14. Januar | Heinrich August Meißner           | deutscher Ingenieur und Eisenbahnbauer und osmanischer Pascha                                          | 78    |       |
| 14. Januar | Robert Lee Moore                  | US-amerikanischer Politiker                                                                            | 72    |       |
| 14. Januar | Felician Myrbach                  | österreichischer Maler, Grafiker und Buchillustrator                                                   | 86    |       |
| 14. Januar | Ignaz Reiser                      | österreichischer Architekt                                                                             | 76    |       |
| 14. Januar | John Henry Tihen                  | US-amerikanischer Geistlicher, Erzbischof von Denver                                                   | 78    |       |
| 14. Januar | Irving Price Wanger               | US-amerikanischer Politiker                                                                            | 87    |       |
| 14. Januar | Richard Wollek                    | österreichischer Politiker (CS), Landtagsabgeordneter, Abgeordneter zum Nationalrat                    | 65    |       |
| 14. Januar | Ernst Zehle                       | deutscher bildender Künstler                                                                           | 63    |       |
| 15. Januar | Julius Bergmann                   | deutscher Maler                                                                                        | 78    |       |
| 15. Januar | Lelio Olarte                      | kolumbianischer Komponist und Musiker                                                                  | 57    |       |
| 15. Januar | Karl Robert Rädler                | österreichischer Landschaftsmaler und Aquarellist                                                      | 58    |       |
| 15. Januar | Franz Wickenhauser                | deutscher Komponist und Dirigent                                                                       | 67    |       |
| 16. Januar | Norman Bingley                    | britischer Segler                                                                                      | 76    |       |
| 16. Januar | Earl Dwire                        | US-amerikanischer Schauspieler                                                                         | 56    |       |
| 16. Januar | Heinrich Gloël                    | deutscher Philologe und Goetheforscher                                                                 | 84    |       |
| 16. Januar | Hermann Leber                     | deutscher Maschinenschlosser und Politiker (SPD), MdR, Landtagspräsident und Reichstagsabgeordneter    | 79    |       |
| 16. Januar | Eugen Maier                       | deutscher Politiker (NSDAP), MdR                                                                       | 40    |       |
| 16. Januar | Willy Rath                        | deutscher Journalist, Schriftsteller, Kabarettist, Drehbuchautor, Stummfilmregisseur und Theaterleiter | 67    |       |
| 16. Januar | Maximilian Schwedler              | deutscher Flötist und Flötenbauer                                                                      | 86    |       |
| 17. Januar | Hans von Hayek                    | österreichisch-deutscher Maler                                                                         | 70    |       |
| 17. Januar | Carl Hilgert                      | deutscher Ornithologe und Forschungsreisender                                                          | 73    |       |
| 17. Januar | Ernst Platz                       | deutscher Bergmaler und Alpinist                                                                       | 72    |       |
| 18. Januar | Rudolf Bolek                      | galizischer Lehrer und Politiker sowie Vorsitzender des deutschen Volksrates für Galizien              | 52    |       |
| 18. Januar | George Butte                      | US-amerikanischer Jurist und Politiker                                                                 | 62    |       |
| 18. Januar | Kazimierz Przerwa-Tetmajer        | polnischer Poet, Schriftsteller und Dramatiker                                                         | 74    |       |
| 18. Januar | Otto Rippert                      | deutscher Theaterschauspieler und Filmregisseur                                                        | 70    |       |
| 18. Januar | Hon’inbō Shūsai                   | japanischer professioneller Go-Spieler und der letzte Träger des Honinbō-Titels                        |       |       |
| 19. Januar | William Borah                     | US-amerikanischer Politiker (Republikanische Partei)                                                   | 74    |       |
| 19. Januar | Max Julius Büttner                | deutscher Pfarrer und Autor                                                                            | 73    |       |
| 19. Januar | Ignacy Chrzanowski                | polnischer Literaturwissenschaftler                                                                    | 73    |       |
| 19. Januar | William Eden Clarke               | jamaikanischer Stabsoffizier, Polizeibeamter und Polizeichef                                           | 76    |       |
| 19. Januar | Arvid Gustaf Högbom               | schwedischer Geologe, Mineraloge und Geograph                                                          | 83    |       |
| 19. Januar | Waldemar Petersen                 | deutscher evangelischer Geistlicher und Superintendent                                                 | 89    |       |
| 19. Januar | Simon Theodor Rauecker            | deutscher Architekt, Kunstmaler und Mosaikkünstler                                                     | 85    |       |
| 20. Januar | Nemo Agodi                        | italienischer Turner                                                                                   | 52    |       |
| 20. Januar | Joseph Gredt                      | luxemburgischer Benediktinerpater, Philosoph, Autor und Professor für Philosophie in Rom               | 76    |       |
| 20. Januar | Ronald Brunlees McKerrow          | britischer Literaturwissenschaftler                                                                    | 67    |       |
| 20. Januar | Edouard Pichon                    | französischer Psychoanalytiker, Romanist und Grammatiker                                               | 49    |       |
| 20. Januar | Martha Rose-Grabow                | deutsche Landschafts- und Stilllebenmalerin                                                            | 81    |       |
| 21. Januar | Marguerite Bodin                  | französische Lehrerin und Feministin                                                                   | 70    |       |
| 21. Januar | Christoph von Griechenland        | Mitglied aus dem Haus Schleswig-Holstein-Sonderburg-Glücksburg                                         | 51    |       |
| 21. Januar | Michail Gawrilowitsch Erdenko     | russisch-sowjetischer Geiger, Komponist und Hochschullehrer                                            | 54    |       |
| 21. Januar | George Hall-Say                   | britischer Eiskunstläufer                                                                              | 75    |       |
| 21. Januar | Otis Harlan                       | US-amerikanischer Schauspieler und Komiker                                                             | 74    |       |
| 21. Januar | Stanislaw Franzewitsch Redens     | sowjetischer Politiker                                                                                 | 47    |       |
| 22. Januar | Friedrich Emich                   | österreichischer Chemiker                                                                              | 79    |       |
| 22. Januar | Ernst Gagliardi                   | Schweizer Historiker                                                                                   | 58    |       |
| 22. Januar | Edwin Carewe                      | US-amerikanischer Stummfilmschauspieler, Filmregisseur, Filmproduzent und Drehbuchautor                | 56    |       |
| 22. Januar | Arthur Holke                      | deutscher Anarchist und Mitherausgeber der Zeitschrift Der Anarchist                                   | 57    |       |
| 22. Januar | Theodor von Vequel-Westernach     | deutscher Kammerherr und Politiker (Zentrum), MdR                                                      | 86    |       |
| 22. Januar | Otto Wolff                        | deutscher Großindustrieller                                                                            | 58    |       |
| 23. Januar | Josef Huber                       | deutscher Politiker (SPD), MdR                                                                         | 79    |       |
| 23. Januar | Giuseppe Motta                    | Schweizer Politiker (CVP)                                                                              | 68    |       |
| 23. Januar | Carl Anselm Zinsler               | österreichischer Bildhauer                                                                             | 72    |       |
| 24. Januar | Bruno Güterbock                   | deutscher Privatgelehrter                                                                              | 81    |       |
| 24. Januar | Karl Haußmann                     | deutscher Markscheider, Geomagnetiker und Hochschullehrer                                              | 79    |       |
| 24. Januar | Hermann Pfeifer                   | deutscher Architekt und Hochschullehrer                                                                | 80    |       |
| 24. Januar | Fritz de Quervain                 | Schweizer Chirurg                                                                                      | 71    |       |
| 24. Januar | Alfred Schneidau                  | britischer Cricketspieler                                                                              | 72    |       |
| 24. Januar | Władysław Takliński               | polnischer Physiker                                                                                    | 64    |       |
| 24. Januar | Hugo Wenzel                       | deutscher Politiker (KPD), MdL                                                                         | 48    |       |
| 24. Januar | Mihail Xantho                     | österreichischer Schauspieler                                                                          | 48    |       |
| 25. Januar | Johannes Beilmann                 | deutsch-russischer römisch-katholischer Geistlicher und Märtyrer                                       |       |       |
| 25. Januar | Jekaterina Nowikowa-Sarina        | russische bzw. sowjetische Schriftstellerin                                                            | 102   |       |
| 25. Januar | Ernesto Pascal                    | italienischer Mathematiker und Hochschullehrer                                                         | 74    |       |
| 26. Januar | Eduard Fuchs                      | deutscher Kulturwissenschaftler, Historiker, Schriftsteller und Kunstsammler                           | 69    |       |
| 26. Januar | Karl Gunkel                       | Reichsgerichtsrat                                                                                      | 75    |       |
| 26. Januar | Johannes Hornemann                | deutscher Industrieller                                                                                | 62    |       |
| 26. Januar | Viktor Katz                       | tschechischer Münzsammler und Numismatiker                                                             | 59    |       |
| 26. Januar | Richard Landsberg                 | deutscher Architekt                                                                                    | 66    |       |
| 26. Januar | Matthias Nobis                    | österreichischer Kriegsdienstverweigerer und NS-Opfer                                                  | 30    |       |
| 26. Januar | Felix Ortel                       | deutscher Reichsbankdirektor und Politiker (NLP), MdR                                                  | 87    |       |
| 26. Januar | Zug Alijewitsch Teutschesch       | russisch-sowjetischer Dichter und Aschug                                                               | 84    |       |
| 27. Januar | Isaak Emmanuilowitsch Babel       | russischer Journalist und Autor jüdischer Herkunft                                                     | 45    |       |
| 27. Januar | Léon Frédéric                     | belgischer Symbolmaler                                                                                 | 83    |       |
| 27. Januar | Clement Heaton                    | britischer Glasmaler und -bläser                                                                       | 78    |       |
| 27. Januar | Felix Langer                      | deutscher Offizier, zuletzt General der Infanterie                                                     | 80    |       |
| 27. Januar | Heinrich Stuhrmann                | deutscher Theologe und Politiker (DNVP)                                                                | 70    |       |
| 28. Januar | Karl Bernhard Lehmann             | deutscher Bakteriologe, Hygieniker und Pionier der Mikrobiologie                                       | 81    |       |
| 28. Januar | Walther Lingens                   | preußischer Verwaltungsbeamter                                                                         | 57    |       |
| 28. Januar | Rodolphe Plamondon                | kanadischer Sänger (Tenor), Cellist und Musikpädagoge                                                  | 64    |       |
| 28. Januar | Mirsäyet Xäydär ulı Soltanğäliev  | tatarischer Politiker Russlands, Mitglied der kommunistischen Partei                                   | 47    |       |
| 28. Januar | Alexander Iwanowitsch Uspenski    | sowjetischer Geheimdienstler                                                                           | 37    |       |
| 29. Januar | Thomas Ball Barratt               | norwegischer Pastor und Vorreiter der Pfingstbewegung                                                  | 77    |       |
| 29. Januar | Anton Drexler                     | österreichischer Architekt                                                                             | 81    |       |
| 29. Januar | Nedo Nadi                         | italienischer Säbel- und Florettfechter                                                                | 45    |       |
| 29. Januar | Otto Weddigen                     | deutscher Schriftsteller und Literaturhistoriker                                                       | 88    |       |
| 30. Januar | Karl Otto Krause                  | deutscher Theaterdirektor, Theaterregisseur, Filmregisseur, Filmproduzent, Drehbuchautor und Komponist | 66    |       |
| 30. Januar | Gustav Manitius                   | polnischer lutherischer Theologe                                                                       | 59    |       |
| 30. Januar | Ewald Meltzer                     | deutscher Mediziner                                                                                    | 70    |       |
| 30. Januar | Mathias Schlegel                  | deutscher Veterinär und Hochschullehrer                                                                | 74    |       |
| 30. Januar | Gustav Steinbrecher               | deutscher Buchdrucker, Arbeitersekretär und Minister                                                   | 63    |       |
| 30. Januar | Fritz Straßmann                   | deutscher Rechtsmediziner                                                                              | 81    |       |
| 31. Januar | Enno Becker                       | deutscher Jurist                                                                                       | 70    |       |
| 31. Januar | James Harvey Davis                | US-amerikanischer Politiker                                                                            | 86    |       |
| 31. Januar | René Schickele                    | französischer Schriftsteller                                                                           | 56    |       |
|            | Nicolás Suárez                    | bolivianischer Kautschuk-Baron                                                                         | 88    |       |

## Februar
| Tag         | Name                                        | Beruf, bekannt als | Alter | Beleg |
| ----------- | ------------------------------------------- | --- | ----- | ----- |
| 1. Februar  | Friedrich Bindewald                         | deutscher Kunstmaler und Politiker, MdR                                                                                  | 78    |       |
| 1. Februar  | Hedwig Bleuler-Waser                        | Schweizer Temperenzlerin                                                                                                 | 70    |       |
| 1. Februar  | Heinrich von Handel-Mazzetti                | österreichischer Botaniker                                                                                               | 57    |       |
| 1. Februar  | Julius Lieban                               | österreichisch-deutscher Opernsänger                                                                                     | 82    |       |
| 1. Februar  | Gilbert Thomas Morgan                       | britischer Chemiker | 67    |       |
| 1. Februar  | Philip Francis Nowlan                       | US-amerikanischer Science-Fiction Autor                                                                                  | 51    |       |
| 1. Februar  | Wilhelm Tabel                               | deutscher Müller und Politiker                                                                                           | 79    |       |
| 2. Februar  | Ernst Günther Burggaller                    | deutscher Rennfahrer und Jagdflieger                                                                                     | 43    |       |
| 2. Februar  | Robert Indrikowitsch Eiche                  | sowjetischer Revolutionär und Politiker                                                                                  | 49    |       |
| 2. Februar  | Elise Ewert                                 | deutsche Übersetzerin und Widerstandskämpferin                                                                           | 53    |       |
| 2. Februar  | Carl Grünberg                               | deutsch-österreichischer Staatsrechtler                                                                                  | 78    |       |
| 2. Februar  | Hans Paul von Humboldt-Dachroeden           | deutscher Diplomat | 82    |       |
| 2. Februar  | Michail Jefimowitsch Kolzow                 | sowjetischer Feuilletonist und Journalist                                                                                | 41    |       |
| 2. Februar  | Wsewolod Emiljewitsch Meyerhold             | russischer Regisseur und Schauspieler                                                                                    | 65    |       |
| 2. Februar  | Alexander Schlicke                          | deutscher Politiker (SPD), MdR                                                                                           | 76    |       |
| 2. Februar  | Walter Schmiedel                            | deutscher Widerstandskämpfer                                                                                             | 30    |       |
| 2. Februar  | Michail Abramowitsch Trilisser              | sowjetischer Geheimdienstchef                                                                                            | 56    |       |
| 2. Februar  | Walther vom Rath                            | deutscher Jurist und Industrieller                                                                                       | 82    |       |
| 3. Februar  | Simon Bernfeld                              | österreichischer Rabbiner, Wissenschaftler und Autor                                                                     | 80    |       |
| 3. Februar  | David Hammond                               | US-amerikanischer Schwimmer und Wasserballspieler                                                                        | 59    |       |
| 3. Februar  | John M. Moore                               | US-amerikanischer Politiker                                                                                              | 77    |       |
| 3. Februar  | Franz Pieper                                | deutscher Widerstandskämpfer                                                                                             | 42    |       |
| 4. Februar  | Cassius C. Dowell                           | US-amerikanischer Politiker                                                                                              | 75    |       |
| 4. Februar  | Michail Petrowitsch Frinowski               | Funktionär des sowjetischen Innenministeriums NKWD und Volkskommissar der sowjetischen Kriegsflotte                      | 42    |       |
| 4. Februar  | Julius Gujer                                | Schweizer Unternehmer und freisinniger Politiker                                                                         | 85    |       |
| 4. Februar  | Nikolai Iwanowitsch Jeschow                 | Chef der sowjetischen Geheimpolizei NKWD                                                                                 | 44    |       |
| 4. Februar  | Iwar von Lücken                             | deutscher Aristokrat, Lyriker und Bohemien                                                                               | 66    |       |
| 4. Februar  | Kurt von Rümker                             | deutscher Agrarwissenschaftler                                                                                           | 80    |       |
| 5. Februar  | Hermann Baranowski                          | deutscher KZ-Kommandant                                                                                                  | 55    |       |
| 5. Februar  | Alois Brandl                                | österreichisch-deutscher Amerikanist und Philologe                                                                       | 84    |       |
| 5. Februar  | Charles S. Deneen                           | Gouverneur von Illinois                                                                                                  | 76    |       |
| 5. Februar  | Maria Gleiss                                | deutsche Ärztin | 74    |       |
| 5. Februar  | Sofija Rusowa                               | ukrainische Pädagogin, Sozial- und Bildungsaktivistin, Schriftstellerin                                                  | 83    |       |
| 5. Februar  | Maximilian Skibicki                         | deutscher Kammermusiker                                                                                                  | 73    |       |
| 6. Februar  | Joseph V. Flynn                             | US-amerikanischer Jurist und Politiker                                                                                   | 56    |       |
| 6. Februar  | Peter Neuenheuser                           | deutscher Geistlicher und NS-Opfer                                                                                       | 62    |       |
| 6. Februar  | Ivo Puhonny                                 | deutscher Grafiker und Puppenspieler                                                                                     | 63    |       |
| 6. Februar  | Margarete Wiedeke                           | deutsche Unterhaltungskünstlerin                                                                                         | 65    |       |
| 7. Februar  | Otto Hunziker                               | Schweizer Politiker und Richter                                                                                          | 60    |       |
| 7. Februar  | Werner Meinhof                              | deutscher Kunsthistoriker                                                                                                | 38    |       |
| 7. Februar  | Karl Roos                                   | elsässischer Lehrer und Politiker                                                                                        | 61    |       |
| 7. Februar  | Johannes Wiegand                            | deutscher Pädagoge und Theaterdirektor                                                                                   | 65    |       |
| 8. Februar  | Joseph Haßreiter                            | österreichischer Tänzer und Choreograf                                                                                   | 94    |       |
| 8. Februar  | Hans Ostwald                                | deutscher Journalist, Erzähler und Kulturhistoriker                                                                      | 66    |       |
| 8. Februar  | Karl Hermann Zahn                           | deutscher Botaniker | 74    |       |
| 9. Februar  | Otto Berndt                                 | deutscher Maschinenbau-Ingenieur und Hochschullehrer                                                                     | 83    |       |
| 9. Februar  | Edward Joseph Byrne                         | irischer Geistlicher und römisch-katholischer Erzbischof von Dublin                                                      | 67    |       |
| 9. Februar  | William Edward Dodd                         | US-amerikanischer Historiker und Diplomat                                                                                | 70    |       |
| 9. Februar  | Alice Esther Glen                           | neuseeländische Autorin und Journalistin                                                                                 | 58    |       |
| 9. Februar  | Otto Zimmer                                 | deutscher Politiker (SPD)                                                                                                | 73    |       |
| 10. Februar | Max Brunnow                                 | deutscher Kommunist und Widerstandskämpfer gegen den Nationalsozialismus                                                 | 43    |       |
| 10. Februar | Robert Leinert                              | deutscher Politiker (SPD), MdL                                                                                           | 66    |       |
| 10. Februar | Karl Müller                                 | deutscher evangelischer Theologe und Hochschullehrer                                                                     | 87    |       |
| 10. Februar | Ellen Gates Starr                           | US-amerikanische Sozialreformerin                                                                                        | 80    |       |
| 10. Februar | Bernard Wieman                              | deutscher Schriftsteller                                                                                                 | 67    |       |
| 11. Februar | John Buchan, 1. Baron Tweedsmuir            | schottischer Schriftsteller und Politiker, Mitglied des House of Commons                                                 | 64    |       |
| 11. Februar | Charles Gorman                              | kanadischer Eisschnellläufer                                                                                             | 42    |       |
| 11. Februar | Johannes Grape                              | deutscher Heimatforscher und Autor                                                                                       | 69    |       |
| 11. Februar | Gunnar Höckert                              | finnischer Leichtathlet                                                                                                  | 29    |       |
| 11. Februar | Ludwig Liebl                                | nationalsozialistischer deutscher Ärztefunktionär                                                                        | 65    |       |
| 11. Februar | J.-H. Rosny aîné                            | belgisch-französischer Schriftsteller                                                                                    | 83    |       |
| 11. Februar | Ernst Schleith                              | deutscher Kunstmaler und Zeichner                                                                                        | 68    |       |
| 11. Februar | Alfred Schrobsdorff                         | Berliner Grundbesitzer, Architekt und Bauherr                                                                            | 78    |       |
| 12. Februar | Kalle Arantola                              | finnischer Skisportler                                                                                                   | 26    |       |
| 12. Februar | Leonid Berkut                               | ukrainischer Historiker                                                                                                  | 60    |       |
| 12. Februar | Karl Deichmann                              | deutscher Gewerkschafter und Politiker (SPD), MdR und Senator sowie Bürgermeister in Bremen                              | 76    |       |
| 12. Februar | Selwyn Edge                                 | britischer Automobilrennfahrer                                                                                           | 71    |       |
| 12. Februar | Hermann Kantorowicz                         | deutscher Jurist | 62    |       |
| 12. Februar | Dimitar Stefanow                            | bulgarischer Revolutionär und Politiker                                                                                  | 67    |       |
| 12. Februar | Robert Stuker                               | Schweizer Historiker und Prinzenerzieher am griechischen Hof und Freund und Berater der damaligen europäischen Herrscher | 76    |       |
| 12. Februar | Karl Tempel                                 | deutscher Jurist, Kommunalpolitiker und SS-Führer                                                                        | 35    |       |
| 12. Februar | August Terkmann                             | estnischer Orgelbauer und Organist                                                                                       | 54    |       |
| 12. Februar | Philip Tomalin                              | britischer Cricket- und Fußballspieler                                                                                   | 83    |       |
| 12. Februar | Hans Wagner-Schönkirch                      | österreichischer Musikpädagoge und -schriftsteller, Komponist und Chorleiter                                             | 67    |       |
| 13. Februar | Jens Emil Mungard                           | deutscher Dichter der nordfriesischen Sprache                                                                            | 55    |       |
| 13. Februar | Eduard Schwartz                             | deutscher klassischer Philologe                                                                                          | 81    |       |
| 13. Februar | Wilhelm Ule                                 | deutscher Geograph | 78    |       |
| 14. Februar | Otto Holldack                               | deutscher Opernsänger (Tenor)                                                                                            | 78    |       |
| 14. Februar | Alexander von Kanitz                        | preußischer Generalleutnant                                                                                              | 91    |       |
| 14. Februar | Edmund Körner                               | deutscher Architekt | 65    |       |
| 14. Februar | Alois Rigele                                | slowakischer Bildhauer                                                                                                   | 61    |       |
| 14. Februar | Otto Wacker                                 | deutscher Politiker (NSDAP), MdR, Erziehungsminister in Baden, SS-Oberführer                                             | 40    |       |
| 15. Februar | Hugh Shakespear Barnes                      | britischer Verwaltungsbeamter                                                                                            |       |       |
| 15. Februar | Rookes Evelyn Bell Crompton                 | englischer Erfinder und Pionier der elektrischen Straßenbeleuchtung                                                      | 94    |       |
| 15. Februar | Waleri Iwanowitsch Gliwenko                 | russischer Mathematiker und Logiker                                                                                      | 43    |       |
| 15. Februar | Henrietta Šantel                            | österreichisch-slowenische Malerin                                                                                       | 65    |       |
| 15. Februar | Otto Toeplitz                               | deutscher Mathematiker, Professor der Mathematik, Emigrant                                                               | 58    |       |
| 16. Februar | Georg Bickel                                | Landtagsabgeordneter Großherzogtum Hessen                                                                                | 71    |       |
| 16. Februar | Isidore Marie Joseph Dumortier              | römisch-katholischer Bischof und apostolischer Vikar von Saigon                                                          | 70    |       |
| 16. Februar | Johannes Kreutzmann                         | grönländischer Jäger und Künstler                                                                                        | 77    |       |
| 16. Februar | Victor Nawatzki                             | deutscher Schiffbauer und Werftbesitzer                                                                                  | 84    |       |
| 17. Februar | Waldemar Christofer Brøgger                 | norwegischer Mineraloge und Geologe                                                                                      | 88    |       |
| 17. Februar | Guy Edgar Campbell                          | US-amerikanischer Politiker                                                                                              | 68    |       |
| 17. Februar | Ulrich Hildebrandt                          | deutscher Kirchenmusiker                                                                                                 | 69    |       |
| 17. Februar | Helena Malířová                             | tschechische Schriftstellerin                                                                                            | 62    |       |
| 17. Februar | Bruno Wollstädter                           | deutscher Bildhauer | 61    |       |
| 18. Februar | Joshua Altheimer                            | US-amerikanischer Blues-Musiker                                                                                          |       |       |
| 18. Februar | Maximilian von Goldschmidt-Rothschild       | deutscher Bankier | 96    |       |
| 18. Februar | Joseph Kaufhold                             | deutscher Jurist und Politiker                                                                                           | 63    |       |
| 18. Februar | Gunnar Mickwitz                             | finnischer Wirtschafts- und Sozialhistoriker                                                                             | 33    |       |
| 18. Februar | Rudy Wiedoeft                               | US-amerikanischer Saxophonist                                                                                            | 47    |       |
| 19. Februar | August Borchard                             | deutscher Chirurg | 75    |       |
| 19. Februar | Alfred von Chlapowo Chlapowski              | polnischer Minister, Diplomat, Gutsbesitzer und MdR                                                                      | 65    |       |
| 19. Februar | Ljubomir Davidović                          | jugoslawischer Politiker und Premierminister des Königreichs der Serben, Kroaten und Slowenen                            | 76    |       |
| 19. Februar | Olli Huttunen                               | finnischer Skisportler                                                                                                   | 24    |       |
| 20. Februar | Abdullah Abdurahman                         | südafrikanischer Politiker                                                                                               | 67    |       |
| 20. Februar | Hans Bachmann                               | Schweizer Hydrobiologe                                                                                                   | 73    |       |
| 20. Februar | Heinrich Seufferheld                        | deutscher Künstler | 74    |       |
| 20. Februar | Leon Sternbach                              | polnischer Hochschullehrer und Opfer des Holocaust                                                                       | 75    |       |
| 20. Februar | Karl Tümpel                                 | deutscher Gymnasiallehrer, Klassischer Philologe und Historiker                                                          | 84    |       |
| 21. Februar | Werner Schmuck                              | deutscher Politiker (NSDAP), MdR, MdL                                                                                    | 40    |       |
| 22. Februar | Melchior von Breitenbuch                    | deutscher Verwaltungsbeamter und Rittergutsbesitzer                                                                      | 65    |       |
| 22. Februar | Hans von Gronau                             | preußischer Offizier, zuletzt General der Artillerie im Ersten Weltkrieg                                                 | 89    |       |
| 22. Februar | Franz Karl Marenzi von Tagliuno und Talgate | österreichischer Offizier                                                                                                | 80    |       |
| 22. Februar | Oskar Seyffert                              | deutscher Künstler und Volkskundler                                                                                      | 78    |       |
| 22. Februar | Hermann Tancsics                            | österreichischer Politiker (SDAP), MdL (Burgenland)                                                                      | 62    |       |
| 22. Februar | Albert Willimsky                            | deutscher katholischer Pfarrer und Gegner des Nationalsozialismus                                                        | 49    |       |
| 23. Februar | Clemens Carl Buff                           | deutscher Politiker, MdBB und Bremer Bürgermeister                                                                       | 86    |       |
| 23. Februar | Karl Duncker                                | deutscher Psychologe und Mitbegründer der Gestalttheorie                                                                 | 37    |       |
| 23. Februar | Franz Hantschel                             | böhmischer Arzt und Heimatkundler                                                                                        | 95    |       |
| 23. Februar | Mervyn Brian Kennicott                      | deutsche Schriftstellerin                                                                                                | 58    |       |
| 23. Februar | Victor Léon                                 | österreichischer Librettist, Textdichter und Autor                                                                       | 82    |       |
| 23. Februar | Rudolf Raab                                 | deutscher Bühnen- und Filmschauspieler, Charakterkomiker und Sänger                                                      | 78    |       |
| 24. Februar | Ascensión del Corazón de Jesús              | spanische Ordensgründerin, Selige                                                                                        | 71    |       |
| 24. Februar | Carl Wilhelm Jaspers                        | deutscher Politiker | 89    |       |
| 24. Februar | Guy Kelly                                   | US-amerikanischer Jazzmusiker                                                                                            | 33    |       |
| 24. Februar | Ludwig Kessing                              | deutscher Dichter | 70    |       |
| 24. Februar | Elsbeth Schragmüller                        | deutsche Spionin | 52    |       |
| 24. Februar | Kazimieras Venclauskis                      | litauischer Rechtsanwalt und Politiker, Mitglied des Seimas                                                              | 59    |       |
| 24. Februar | Wilhelm Walther                             | deutscher Komponist und Schriftsteller                                                                                   | 51    |       |
| 25. Februar | George Clowes                               | britischer Olympiateilnehmer im Motorbootfahren                                                                          | 60    |       |
| 25. Februar | William A. Dickson                          | US-amerikanischer Politiker                                                                                              | 78    |       |
| 25. Februar | Maria von Oberndorff                        | deutsche Schriftstellerin                                                                                                | 72    |       |
| 25. Februar | Maria Anna von Österreich-Teschen           | österreichische Erzherzogin                                                                                              | 58    |       |
| 25. Februar | Wilhelm Schich                              | österreichischer Theaterregisseur und Schauspieler                                                                       | 50    |       |
| 26. Februar | Wolf Schmuel Borowitzky                     | deutscher Fotograf | 48    |       |
| 26. Februar | Oskar Grupe                                 | deutscher Geologe | 61    |       |
| 26. Februar | Michael Hainisch                            | österreichischer Bundespräsident                                                                                         | 81    |       |
| 27. Februar | Peter Behrens                               | deutscher Maler, Architekt und Designer                                                                                  | 71    |       |
| 27. Februar | Gertrud Bien                                | österreichische Kinderärztin und Primarärztin der Wiener Kinderübernahmestelle                                           | 58    |       |
| 27. Februar | Moritz zu Hohenlohe-Schillingsfürst         | deutscher Staatsmann | 77    |       |
| 27. Februar | Francis Charles Robert Jourdain             | britischer Amateurornithologe und Oologe                                                                                 | 74    |       |
| 27. Februar | Max Kropf                                   | österreichischer späthistoristischer Architekt                                                                           | 81    |       |
| 27. Februar | Else Müller-Kaempff                         | deutsche Malerin | 70    |       |
| 27. Februar | Manuel Siurot Rodríguez                     | spanischer Pädagoge armer Kinder                                                                                         | 67    |       |
| 28. Februar | Heinrich Bonhoff                            | deutscher Sanitätsoffizier und Hochschullehrer für Hygiene                                                               | 75    |       |
| 28. Februar | Gabriel Pierre Deville                      | französischer Diplomat                                                                                                   | 85    |       |
| 28. Februar | Arnold Dolmetsch                            | französischer Violinist und Instrumentenbauer                                                                            | 82    |       |
| 28. Februar | Josep Ensesa i Pujadas                      | katalanischer Industrieller                                                                                              | 74    |       |
| 28. Februar | Otto Ernst                                  | chilenischer Fußballspieler                                                                                              | 41    |       |
| 28. Februar | Ernst Wilhelm Flammer                       | deutscher Seifenfabrikant und Stifter in Heilbronn                                                                       | 67    |       |
| 28. Februar | Andreas Heusler                             | Schweizer Germanist und Skandinavist                                                                                     | 74    |       |
| 28. Februar | Emil Prill                                  | deutscher Flötist | 72    |       |
| 28. Februar | Karl Strupp                                 | deutscher Jurist mit Spezialisierung auf Völkerrecht und internationales Privatrecht                                     | 53    |       |
| 28. Februar | Leopold Weninger                            | deutscher Komponist, Dirigent und Arrangeur                                                                              | 60    |       |
| 29. Februar | Simon Abram                                 | österreichischer Politiker (SDAP), Abgeordneter zum Nationalrat                                                          | 68    |       |
| 29. Februar | Edward Frederic Benson                      | englischer Autor | 72    |       |
| 29. Februar | Wilhelm Krüger                              | deutscher Bauingenieur                                                                                                   | 69    |       |
| 29. Februar | Nyrki Tapiovaara                            | finnischer Filmregisseur                                                                                                 | 28    |       |
|             | Fritz Litten                                | deutscher Jurist und Hochschullehrer                                                                                     |       |       |

## März
| Tag      | Name                                          | Beruf, bekannt als                                                                                | Alter | Beleg |
| -------- | --------------------------------------------- | ------------------------------------------------------------------------------------------------- | ----- | ----- |
| 1. März  | Robert Freeman Hopwood                        | US-amerikanischer Politiker                                                                       | 83    |       |
| 1. März  | Else Lehmann                                  | deutsche Schauspielerin                                                                           | 73    |       |
| 1. März  | Martti Marttelin                              | finnischer Leichtathlet                                                                           | 42    |       |
| 1. März  | Anton Hansen Tammsaare                        | estnischer Schriftsteller                                                                         | 62    |       |
| 2. März  | Abraham Jizchak Kupfersztoch                  | Rabbiner                                                                                          |       |       |
| 2. März  | Worth Mitten                                  | US-amerikanischer Radrennfahrer                                                                   | 56    |       |
| 3. März  | Anton Hekler                                  | ungarisch-deutscher Klassischer Archäologe und Kunsthistoriker                                    | 58    |       |
| 3. März  | Karl Muck                                     | deutscher Dirigent                                                                                | 80    |       |
| 3. März  | Paul Viktor Neugebauer                        | deutscher Astronom                                                                                | 61    |       |
| 3. März  | Wilhelm Engelbert Oeftering                   | deutscher Bibliothekar, Historiker und Literaturwissenschaftler                                   | 61    |       |
| 4. März  | Hamlin Garland                                | US-amerikanischer Schriftsteller                                                                  | 79    |       |
| 4. März  | Kusma Demidowitsch Wyssozki                   | sowjetischer Offizier                                                                             | 28    |       |
| 5. März  | Cai Yuanpei                                   | chinesischer Pädagoge und Rektor der Peking-Universität                                           | 72    |       |
| 5. März  | Maxine Elliott                                | US-amerikanische Bühnenschauspielerin und Gründerin des gleichnamigen Broadwaytheaters            | 72    |       |
| 6. März  | Louis Grogna                                  | belgischer Bahnradsportler                                                                        | 60    |       |
| 6. März  | Edward White Patterson                        | US-amerikanischer Politiker                                                                       | 44    |       |
| 7. März  | Michail Alexandrowitsch Bontsch-Brujewitsch   | sowjetischer Radiotechniker                                                                       | 52    |       |
| 7. März  | Benjamin Leonard D’Ooge                       | US-amerikanischer Klassischer Philologe                                                           | 80    |       |
| 7. März  | Walter von Engelhardt                         | deutsch-baltischer Gartenarchitekt, erster Gartendirektor von Düsseldorf                          | 75    |       |
| 7. März  | Dimitar Kudoglu                               | bulgarischer Unternehmer und Philanthrop                                                          | 77    |       |
| 7. März  | Anna Lehnkering                               | deutsche Frau, die vom NS-Regime im Rahmen der Aktion T4 ermordet wurde                           | 24    |       |
| 7. März  | Jacinto Bienvenido Peynado                    | Präsident der Dominikanischen Republik und Schriftsteller                                         | 72    |       |
| 8. März  | Walter Gottfried von Auwers                   | deutscher Jurist und Politiker; Landrat von Stuhm (1904–1922)                                     | 70    |       |
| 8. März  | Oscar Branch Colquitt                         | US-amerikanischer Politiker                                                                       | 78    |       |
| 8. März  | Gertrude Eaton                                | walisisch-britische Sängerin, Suffragette und Strafrechtsreformerin                               | 76    |       |
| 8. März  | David Lindsay, 27. Earl of Crawford           | britischer Politiker der Conservative Party, Mitglied des House of Commons und Peer               | 68    |       |
| 8. März  | Friedrich Emil Welti                          | Schweizer Manager, Mäzen und Rechtshistoriker                                                     | 82    |       |
| 9. März  | Peter Paul Draewing                           | deutscher Maler                                                                                   | 63    |       |
| 9. März  | Robert Gunther                                | englischer Wissenschaftshistoriker                                                                | 70    |       |
| 9. März  | Martti Uosikkinen                             | finnischer Turner                                                                                 | 30    |       |
| 10. März | Artur Georg Blachstein                        | deutscher Arzt und Stenograf                                                                      | 77    |       |
| 10. März | Michail Afanassjewitsch Bulgakow              | sowjetischer Schriftsteller                                                                       | 48    |       |
| 10. März | Damian Kreichgauer                            | Priester, Pater und Steyler Missionar, Anthropologe, Physiker                                     | 80    |       |
| 10. März | Agnes von Krusenstjerna                       | schwedische Schriftstellerin                                                                      | 45    |       |
| 10. März | Hermann Reinhold                              | deutscher Chemiker                                                                                | 46    |       |
| 10. März | John Monk Saunders                            | US-amerikanischer Drehbuchautor                                                                   | 42    |       |
| 11. März | Arthur W. Aleshire                            | US-amerikanischer Politiker                                                                       | 40    |       |
| 11. März | Albert von Hofmann                            | deutscher Historiker                                                                              | 72    |       |
| 11. März | Edgardo Mortara                               | römisch-katholischer Theologe                                                                     | 88    |       |
| 11. März | Samuel H. Piles                               | US-amerikanischer Politiker und Diplomat                                                          | 81    |       |
| 12. März | Romualdo Ghiglione                            | italienischer Turner                                                                              | 49    |       |
| 12. März | Martin Millesits                              | österreichischer Politiker (CS), Landtagsabgeordneter im Burgenland                               | 68    |       |
| 12. März | Luigi Orione                                  | italienischer Priester, der heiliggesprochen wurde                                                | 67    |       |
| 12. März | Ralph Arthur Roberts                          | deutscher Regisseur, Ideengeber, Drehbuchautor und Schauspieler                                   | 55    |       |
| 13. März | Elise Augustat                                | deutsche Politikerin (KPD), MdR                                                                   | 50    |       |
| 13. März | Paul Desjardins                               | französischer Philosoph und Philologe                                                             | 80    |       |
| 13. März | Gustav Frederik Holm                          | dänischer Entdecker                                                                               | 90    |       |
| 13. März | Paul Kalmus                                   | deutscher Geistlicher, Generalsuperintendent für den Ostsprengel der Kirchenprovinz Pommern       | 75    |       |
| 13. März | Gustav Krüger                                 | deutscher Evangelischer Theologe und Kirchenhistoriker                                            | 77    |       |
| 13. März | La Jana                                       | österreichische Tänzerin und Schauspielerin                                                       | 35    |       |
| 13. März | Dimitrios Lialios                             | griechischer Komponist                                                                            |       |       |
| 13. März | Seymour Lowman                                | US-amerikanischer Rechtsanwalt und Politiker                                                      | 71    |       |
| 13. März | Pyotr Nikolsky                                | russischer Dermatologe                                                                            | 81    |       |
| 13. März | Alfons Nowack                                 | deutscher Landeshistoriker und Archivar                                                           | 71    |       |
| 13. März | Michael O’Dwyer                               | britischer Beamter                                                                                | 75    |       |
| 14. März | Rudolf Graefenhain                            | deutscher Lehrer, Prinzenerzieher, Schuldirektor und Autor                                        | 72    |       |
| 14. März | Heinrich Lübbe                                | deutscher Maschinenbauingenieur und Erfinder                                                      | 56    |       |
| 14. März | Hugo Lunardon                                 | österreichischer Gendarmeriebeamter                                                               | 46    |       |
| 14. März | Gabriele Possanner                            | österreichische Ärztin                                                                            | 80    |       |
| 14. März | Eugen Wiedmaier                               | deutscher Kommunist und Widerstandskämpfer                                                        | 39    |       |
| 15. März | Christian Aigens                              | dänischer Maler                                                                                   | 69    |       |
| 15. März | Ferdinand Hellmesberger                       | österreichischer Kapellmeister                                                                    | 77    |       |
| 15. März | Paul Holdefleiß                               | deutscher Agrarwissenschaftler                                                                    | 74    |       |
| 15. März | Nae Ionescu                                   | rumänischer Philosoph                                                                             | 49    |       |
| 15. März | Robert Leffler                                | deutscher Sänger, Schauspieler und Regisseur                                                      | 74    |       |
| 16. März | Alfred Douglas-Hamilton, 13. Duke of Hamilton | schottischer Adliger                                                                              | 78    |       |
| 16. März | Erich Feiler                                  | deutscher Zahnmediziner                                                                           | 57    |       |
| 16. März | Israel F. Fischer                             | US-amerikanischer Politiker                                                                       | 81    |       |
| 16. März | Thomas Heath                                  | englischer Mathematikhistoriker                                                                   | 78    |       |
| 16. März | Fridolin Hofer                                | Schweizer Dichter                                                                                 | 78    |       |
| 16. März | Selma Lagerlöf                                | schwedische Schriftstellerin                                                                      | 81    |       |
| 16. März | Paul Neu                                      | deutscher Maler                                                                                   | 58    |       |
| 16. März | Iso Rae                                       | Malerin                                                                                           | 79    |       |
| 16. März | Samuel Untermyer                              | amerikanischer Anwalt und Politiker                                                               | 82    |       |
| 16. März | Louis Valcke                                  | belgischer Soldat und Kolonialadministrator                                                       | 82    |       |
| 17. März | Georg Blanchart                               | deutscher Industriemanager                                                                        | 66    |       |
| 18. März | Lola Beeth                                    | österreichische Opernsängerin (Sopran) und Gesangspädagogin                                       | 79    |       |
| 18. März | Julius Cohn                                   | deutscher Rabbiner                                                                                | 61    |       |
| 18. März | Roderic O’Conor                               | irischer Maler                                                                                    | 79    |       |
| 18. März | Karl Esselborn                                | deutscher Bibliothekar und Heimatforscher                                                         | 61    |       |
| 18. März | Aylmer Hunter-Weston                          | britischer General                                                                                |       |       |
| 18. März | Emil Jacobs                                   | deutscher Bibliothekar, Klassischer Philologe                                                     | 71    |       |
| 18. März | Gotthold Schlusser                            | evangelischer Pfarrer                                                                             | 74    |       |
| 18. März | Alfred Turner                                 | britischer Bildhauer                                                                              | 65    |       |
| 18. März | A. Robert Wieland                             | deutscher Unternehmer                                                                             | 77    |       |
| 18. März | Jakob Winter                                  | Oberrabbiner                                                                                      | 82    |       |
| 19. März | Besim Ömer Akalın                             | türkischer Mediziner und Abgeordneter                                                             |       |       |
| 19. März | Elise Bartels                                 | deutsche Lehrerin, Frauenrechtlerin und Bürgerschaftsabgeordnete in Lübeck                        | 78    |       |
| 19. März | Georg Gentner                                 | deutscher Saatgutforscher                                                                         | 62    |       |
| 19. März | Klemens Hengsbach                             | deutscher Tischler und Politiker (SPD), MdR                                                       | 83    |       |
| 19. März | Patrick Laidlaw                               | britischer Virologe, Biochemiker und Pathologe                                                    | 58    |       |
| 19. März | William Gibson Spiller                        | US-amerikanischer Neurologe und Neuropathologe                                                    | 76    |       |
| 19. März | Karl Hermann Zipp                             | deutscher Elektroingenieur                                                                        | 65    |       |
| 20. März | Michael Bayersdörfer                          | deutscher Politiker (Bayerische Volkspartei), MdR                                                 | 72    |       |
| 20. März | Otto Beyer                                    | deutscher Politiker (SPD)                                                                         | 75    |       |
| 20. März | Alfred Ploetz                                 | deutscher Arzt und Eugeniker                                                                      | 79    |       |
| 21. März | Violet Bland                                  | englisch-britische Hotelbesitzerin und Suffragette                                                | 76    |       |
| 21. März | Felice Nazzaro                                | italienischer Rennfahrer                                                                          | 58    |       |
| 21. März | Paul Passy                                    | französischer Linguist und Gründer der International Phonetic Association im Jahr 1886            | 81    |       |
| 22. März | Marian Górecki                                | römisch-katholischer Geistlicher und NS-Opfer, Seliger                                            | 36    |       |
| 22. März | Georg Gothein                                 | deutscher Politiker (Freisinnige Vereinigung, DDP), MdR                                           | 82    |       |
| 22. März | Michel Heysch                                 | deutscher Politiker                                                                               | 79    |       |
| 22. März | Bronisław Komorowski                          | römisch-katholischer Geistlicher und NS-Opfer, Seliger                                            | 50    |       |
| 22. März | Bonifatius Łangowski                          | polnischer Politiker in der Freien Stadt Danzig                                                   | 56    |       |
| 22. März | Anton Lendzion                                | polnischer Aktivist in der Freien Stadt Danzig und Opfer des Nationalsozialismus                  | 51    |       |
| 22. März | David Samuel Margoliouth                      | britischer Orientalist                                                                            | 81    |       |
| 22. März | Gottfried Rothacker                           | deutscher Schriftsteller                                                                          | 38    |       |
| 22. März | Størker Størkersen                            | norwegischer Polarforscher                                                                        | 56    |       |
| 23. März | Henrik Grönvold                               | dänischer Naturforscher und Vogelillustrator                                                      | 81    |       |
| 23. März | André Lichtenberger                           | französischer Romanschriftsteller und Soziologe                                                   | 69    |       |
| 23. März | Hugo Merton                                   | deutscher Zoologe und Forschungsreisender                                                         | 60    |       |
| 23. März | Minakami Takitarō                             | japanischer Schriftsteller                                                                        | 52    |       |
| 23. März | Dimitar Stantschow                            | bulgarischer Politiker und Diplomat                                                               | 76    |       |
| 23. März | Frank White                                   | US-amerikanischer Politiker                                                                       | 83    |       |
| 24. März | Édouard Branly                                | französischer Physiker und Radiopionier                                                           | 95    |       |
| 24. März | Paul Hertz                                    | deutscher Physiker                                                                                | 58    |       |
| 24. März | Ernest Muret                                  | Schweizer Romanist und Namenforscher                                                              | 78    |       |
| 24. März | Michał Jan Rostworowski                       | polnischer Jurist, Richter am Ständigen Internationalen Gerichtshof (1931–1940)                   | 75    |       |
| 24. März | Wilhelm Sagebiel                              | deutscher Bildhauer                                                                               | 84    |       |
| 24. März | Elisabeth Schmidt-Pecht                       | deutsche Keramikerin und Kunstgewerblerin                                                         | 82    |       |
| 24. März | Georg Wassilko von Serecki                    | österreichischer Politiker                                                                        | 76    |       |
| 25. März | Karl Fischer                                  | deutscher Politiker (KPD), MdL und Widerstandskämpfer gegen den Nationalsozialismus               | 47    |       |
| 25. März | Arastu Yar Jung                               | indischer Arzt                                                                                    | 81    |       |
| 25. März | Ludwig Sauer                                  | deutscher Organist und Komponist                                                                  | 78    |       |
| 26. März | Wilhelm Anderson                              | Astronom und Astrophysiker                                                                        | 59    |       |
| 26. März | Helene Böhlau                                 | deutsche Schriftstellerin                                                                         | 83    |       |
| 26. März | Dan Kolow                                     | bulgarischer Ringer und „Professional Catcher“                                                    | 47    |       |
| 26. März | Filomena Lopatynska                           | sowjetisch-ukrainische Schauspielerin und Opernsängerin                                           |       |       |
| 26. März | Spyridon Louis                                | griechischer Marathonläufer und erster Olympiasieger                                              | 67    |       |
| 26. März | Juli Michailowitsch Schokalski                | russisch-sowjetischer Ozeanograf und Kartograf                                                    | 83    |       |
| 26. März | Richard Squires                               | kanadischer Politiker                                                                             | 60    |       |
| 27. März | Madeleine Astor                               | US-amerikanische Ehefrau von John Jacob Astor IV.                                                 | 46    |       |
| 27. März | Julius Richter                                | deutscher Missionswissenschaftler                                                                 | 78    |       |
| 27. März | Erich Sass                                    | deutscher Einbrecher                                                                              |       |       |
| 27. März | Franz Sass                                    | deutscher Einbrecher                                                                              |       |       |
| 27. März | Michael Joseph Savage                         | neuseeländischer Politiker, Premierminister von Neuseeland (1935–1940)                            | 68    |       |
| 27. März | Catherine Eliza Somerville Stow               | australische Schriftstellerin                                                                     | 83    |       |
| 28. März | Adolph Beuhne                                 | deutscher Innenarchitekt und Maler                                                                | 77    |       |
| 29. März | Otto Felix Kanitz                             | österreichischer sozialistischer Pädagoge, Schriftsteller und Politiker, Mitglied des Bundesrates | 46    |       |
| 29. März | Olha-Melanija Kultschyzka                     | ukrainische Kunsthandwerkerin                                                                     | 66    |       |
| 29. März | Ernst Maschke                                 | deutscher Organist, Komponist und Musikpädagoge                                                   | 72    |       |
| 29. März | Johann Schütte                                | deutscher Luftschiffkonstrukteur und Unternehmer, Pionier in der Luftfahrt und in der Aerodynamik | 67    |       |
| 30. März | Leo Bendel                                    | deutscher Kunstsammler                                                                            |       |       |
| 30. März | Max Gerlach                                   | deutscher Agrikulturchemiker                                                                      | 78    |       |
| 30. März | John Gilmour, 2. Baronet                      | schottischer Politiker und Offizier                                                               | 63    |       |
| 30. März | Earl Griffith                                 | US-amerikanischer Zeitungsverleger und Politiker                                                  | 52    |       |
| 30. März | Leo von Zumbusch                              | österreichisch-deutscher Dermatologe                                                              | 65    |       |
| 31. März | Alice Abadam                                  | walisische Frauenrechtlerin und Wahlrechtsaktivistin                                              | 84    |       |
| 31. März | Maurice Blood                                 | britischer Sportschütze                                                                           | 70    |       |
| 31. März | Carlo Bugatti                                 | italienischer Designer, Dekorateur und Architekt                                                  | 84    |       |
| 31. März | Marie Egner                                   | österreichische Malerin                                                                           | 89    |       |
| 31. März | Ludwig Dill                                   | deutscher Maler                                                                                   | 92    |       |
| 31. März | Saxon Winston Holt                            | US-amerikanischer Politiker                                                                       | 69    |       |
| 31. März | Emil Josse                                    | deutscher Maschinenbauer, Rektor der Königlich Technischen Hochschule zu Berlin-Charlottenburg    | 74    |       |
| 31. März | Ruby Levick                                   | walisische Bildhauerin und Medailleurin                                                           | 68    |       |
| 31. März | Eduard von Pustau                             | deutscher Kapitän zur See                                                                         | 80    |       |
| 31. März | Achille Rivarde                               | britischer Geiger und Musikpädagoge                                                               | 74    |       |
|          | Heinrich Wolff                                | deutscher Grafiker, Maler und Hochschullehrer                                                     | 64    |       |